# Секу (Харгіта)
Секу (рум. Secu) — село у повіті Харгіта в Румунії. Адміністративно підпорядковане місту Топліца.
Село розташоване на відстані 287 км на північ від Бухареста, 73 км на північ від М'єркуря-Чука, 145 км на схід від Клуж-Напоки, 148 км на північ від Брашова.

## Населення
За даними перепису населення 2002 року у селі проживали 286 осіб.
Національний склад населення села:
| Національність | Кількість осіб | Відсоток |
| -------------- | -------------- | -------- |
| румуни         | 201            | 70,3%    |
| угорці         | 85             | 29,7%    |

Рідною мовою назвали:
| Мова      | Кількість осіб | Відсоток |
| --------- | -------------- | -------- |
| румунська | 201            | 70,3%    |
| угорська  | 85             | 29,7%    |